# Hidakal, Raybag
Hidakal là một làng thuộc tehsil Raybag, huyện Belgaum, bang Karnataka, Ấn Độ.